# Равне (Мирна)
Равне (словен. Ravne) је насељено место у општини Мирна, регија Југоисточна Словенија, Словенија.

## Историја
До територијалне реорганизације у Словенији биле су у саставу старе општине Требње.

## Становништво
У попису становништва из 2011. године, Равне су имале 17 становника.
| Број становника према пописима | Број становника према пописима | Број становника према пописима |
| ------------------------------ | ------------------------------ | ------------------------------ |
| 1991                           | 2002                           | 2011                           |
| 6                              | 10                             | 17                             |

Напомена: Године 2010. извршена је мала размена територија између насеља Кришка Ребер (Требње) и Равна.